# Estación Tafí Viejo
Tafí Viejo es una estación de ferrocarril del Ferrocarril General Belgrano de la red ferroviaria argentina, en el ramal que une las estaciones Santa Fe y La Quiaca en Argentina.
Se encuentra en la ciudad de Tafí Viejo, Provincia de Tucumán. Se halla próxima a los Talleres ferroviarios de Tafí Viejo.

## Historia
La estación fue abierta al tránsito en abril de 1885 por el Ferrocarril Central Norte Argentino.

## Servicios
No presta servicios de pasajeros, sólo de cargas. Sus vías e instalaciones están a cargo de la empresa estatal Trenes Argentinos Cargas.